# Liste der Monuments historiques in Oye-et-Pallet
Die Liste der Monuments historiques in Oye-et-Pallet führt die Monuments historiques in der französischen Gemeinde Oye-et-Pallet auf.

## Liste der Objekte
| Bezeichnung | Beschreibung                                                 | Standort                        | Kennzeichnung | Schutzstatus | Datum | Bild |
| ----------- | ------------------------------------------------------------ | ------------------------------- | ------------- | ------------ | ----- | ---- |
| Hauptaltar  | Retabel; Holz, farbig gefasst und vergoldet, bezeichnet 1716 | in der Kirche St-Nicolas (Lage) | PM25001197    | Classé       | 1962  |      |